# 하야미군

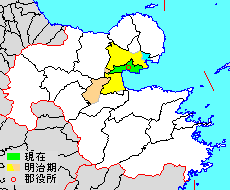
하야미 군의 위치

하야미군(일본어: 速見郡, はやみぐん)은 일본 오이타현의 군이다.
인구 27,154명, 면적 73.32km², 인구밀도 370명/km².(2025년 3월 1일, 추계인구)
이하 1정으로 구성된다.
- 히지정(日出町)

## 역사
- 2005년 10월 1일 - 야마가 정이 기쓰키 시, 니시쿠니사키 군 오타 촌과 합병해 기쓰키시가 성립, 군에서 이탈하였다.